# Newcastle University
Die Newcastle University ist eine staatliche Universität in der Stadt Newcastle upon Tyne im Nordosten Englands. Sie ist eine der führenden britischen Forschungsuniversitäten und ist Mitglied in der Russell-Gruppe.

## Geschichte
Die Universität Newcastle geht auf die 1834 gegründete School of Medicine and Surgery zurück. 1852 wurde diese als College der University of Durham angeschlossen und nannte sich nun University of Durham College of Medicine. 1871 wurde ein Physik-College gegründet, das sich 1883 zu Durham College of Physical Science umbenannte. 1934 wurden die beiden Colleges in Newcastle zum King’s College fusioniert. Das University College in Newcastle wuchs schneller als der Rest der Universität und so ergaben sich immer wieder Spannungen. 1952 wurde der Vorschlag gemacht die Universität in University of Newcastle and Durham umzubenennen. Dieser wurde jedoch abgelehnt und 1963 wurde die Teilung der Universität beschlossen. Das in Newcastle ansässige King's College wurde zur University of Newcastle upon Tyne (was noch heute der offiziellen Bezeichnung entspricht).
Die Universität betrieb bis 2013 den botanischen Garten Moorbank Garden.

## Fakultäten
Jede Fakultät wird von einem Provost/Pro-Vizekanzler und einem Team von Dekanen mit spezifischen Verantwortlichkeiten geleitet.
- Fakultät für Geistes- und Sozialwissenschaften
  - School of Architecture, Planning and Landscape
  - School of Arts and Cultures
  - Newcastle University Business School
  - Combined Honours Centre
  - School of Education, Communication and Language Sciences
  - School of English Literature, Language and Linguistics
  - School of Geography, Politics and Sociology
  - School of History, Classics and Archaeology
  - Newcastle Law School
  - School of Modern Languages

- Fakultät für Medizinische Wissenschaften
  - School of Biomedical Sciences
  - School of Dental Sciences
  - School of Medical Education
  - School of Pharmacy
  - School of Psychology
  - Centre for Bacterial Cell Biology (CBCB)

- Fakultät für Naturwissenschaften, Landwirtschaft und Ingenieurwesen
  - School of Computing
  - School of Engineering
  - School of Mathematics, Statistics and Physics
  - School of Natural and Environmental Sciences

## Zahlen zu den Studierenden
Von den 28.070 Studenten des Studienjahres 2019/2020 nannten sich 14.650 weiblich (52,3 %) und 13.375 männlich (47,6 %).  19.190 Studierende kamen aus England, 475 aus Schottland, 220 aus Wales, 505 aus Nordirland, 1.440 aus der EU und 6.175 aus dem Nicht-EU-Ausland. Damit kamen 7.615 oder 27,1 % aus dem Ausland. 21.300 der Studierenden strebten ihren ersten Studienabschluss an, sie waren also undergraduates. 6.775 arbeiteten auf einen weiteren Abschluss hin, sie waren postgraduates. Davon arbeiteten 1.920 in der Forschung.
2005 waren es 19.200 Studierende gewesen.

## Persönlichkeiten

### Dozenten
- Melissa Bateson, Zoologin und Verhaltensbiologin

### Bekannte Absolventen
- Rowan Atkinson (* 1955), Komiker und Schauspieler
- Princess Eugenie, Mrs. Brooksbank (* 1990), Mitglied der Königsfamilie
- Jennifer Clack (1947–2020), Wirbeltier-Paläontologin und Hochschullehrerin
- Ed Coode (* 1975), Ruderer
- Terry Farrell (* 1938), Architekt
- Bryan Ferry (* 1945), Sänger und Songschreiber
- Ruth Gates (1962–2018), amerikanische Meeresbiologin
- Paul Kennedy (* 1945), Historiker, Politikwissenschaftler und Autor
- Ben Rice (* 1972), Schriftsteller